# Lynne Maquat
Pour les articles homonymes, voir Maquat.
Lynne Elizabeth Maquat, née en 1952, est une biochimiste et biologiste moléculaire américaine. Ses recherches portent sur les mécanismes cellulaires de la maladie humaine. 

## Biographie
Lynne Elizabeth Maquat naît en 1952. Sa mère est infirmière et son père ingénieur mécanique. A l'école on lui déconseille des études universitaires car elle n'en aurait pas les capacités.

### Études
Maquat obtient un baccalauréat universitaire en biologie cellulaire à l'université du Connecticut et un doctorat en biochimie de l'Université du Wisconsin. Elle effectue ensuite un travail postdoctoral au laboratoire McArdle pour la recherche sur le cancer.

### Carrière
En 2017, elle professeure de biochimie, de biophysique et d'oncologie au centre médical de l'université de Rochester,. Elle est également la directrice fondatrice du Centre de biologie des ARN et fondatrice de la chaire des femmes diplômées en sciences de l'université de Rochester. Ses recherches portent notamment sur le métabolisme de l'acide ribonucléique.

## Prix et distinctions
- 2006 : membre de l'Académie américaine des arts et des sciences[6]
- 2011 : membre de l'Académie nationale des sciences[7]
- 2012 : bourse Batsheva de Rothschild de l'Académie israélienne des sciences et lettres[8]
- 2014 : prix Athéna pour l'engagement communautaire [9]
- 2014 : prix William C. Rose[10]
- 2015 : Prix Gairdner[11]
- 2017 :
  - Prix Vanderbilt 2017 en sciences biomédicales[12]
  - Prix d'excellence 2017 pour l'ensemble des réalisations scientifiques de l'International RNA Society[13]
  - membre de l'Académie nationale de médecine[14]
- 2018 :
  - Prix d'excellence en sciences de la Fédération des sociétés américaines pour la biologie expérimentale (FASEB)[15]
  - Prix Wiley en sciences biomédicales[16]